# Dwight Stones
Dwight Edwin Stones (Irvine, Estats Units 1953) és un atleta nord-americà, ja retirat, guanyador de dues medalles olímpiques en salt d'alçada.

## Biografia
Va néixer el 6 de desembre de 1953 a la ciutat d'Irvine, població situada a l'estat de Califòrnia.

## Carrera esportiva
Especialista en salt d'alçada, va participar, als 18 anys, en els Jocs Olímpics d'Estiu de 1972 realitzats a Múnic (Alemanya Occidental), on va aconseguir guanyar la medalla de bronze en aquesta prova masculina per darrere del soviètic Jüri Tarmak i l'alemany oriental Stefan Junge, un metall que revalidà en els Jocs Olímpics d'Estiu de 1976 realitzats a Mont-real (Canadà) en quedar per darrere del polonès Jacek Wszoła i el canadenc Greg Joy. Absent dels Jocs Olímpics d'estiu de 1980 realitzats a Moscou (Unió Soviètica) pel boicot realitzat pel seu país, va participar als 30 anys en els Jocs Olímpics d'Estiu de 1984 realitzats a Los Angeles (Estats Units), on va finalitzar en quarta posició.
L'11 de juliol de 1973 va establir un nou rècord del món en el salt d'alçada (2.30 metres), un fet que repetiria el 5 de juny de 1976 (2.31 m) i el 4 d'agost d'aquell mateix any (2.32 m), un rècord que fou vigent fins al juny de 1977 quan fou superat pel soviètic Vladimir Yashchenko (2.33 m.).
En retirar-se de la competició activa ha exercit de comentarista esportiu televisiu al seu país.